# Niger az 1972. évi nyári olimpiai játékokon
Niger az NSZK-beli Münchenben megrendezett 1972. évi nyári olimpiai játékok egyik részt vevő nemzete volt. Az országot az olimpián 1 sportágban 4 sportoló képviselte, akik összesen 1 érmet szereztek.

## Érmesek
| Érem  | Versenyző     | Sportág   | Versenyszám  |
| ----- | ------------- | --------- | ------------ |
| Bronz | Issaka Daboré | Ökölvívás | Kisváltósúly |

## Ökölvívás
| Versenyző      | Versenyszám   | Selejtező                   | 32-es főtábla               | Nyolcaddöntő                          | Negyeddöntő                  | Elődöntő                  | Döntő             | Helyezés |
| Versenyző      | Versenyszám   | Ellenfél Eredmény           | Ellenfél Eredmény           | Ellenfél Eredmény                     | Ellenfél Eredmény            | Ellenfél Eredmény         | Ellenfél Eredmény | Helyezés |
| -------------- | ------------- | --------------------------- | --------------------------- | ------------------------------------- | ---------------------------- | ------------------------- | ----------------- | -------- |
| Mayaki Seydou  | Harmatsúly    | Mehmet Kumova (TUR) · 3-2   | Stefan Förster (GDR) · 0-5  | kiesett                               | kiesett                      | kiesett                   | kiesett           | 17.      |
| Harouna Lago   | Pehelysúly    | Borisz Kuznyecov (URS) · KO | kiesett                     | kiesett                               | kiesett                      | kiesett                   | kiesett           | 33.      |
| Issaka Daboré  | Kisváltósúly  |                             | Emmanuel Lawson (GHA) · RSC | Pak Thesik (Park Tae-sik) (KOR) · RSC | Sinohara Kjódzsi (JPN) · 3-2 | Angel Angelov (BUL) · 0-5 | kiesett           |          |
| Issoufou Habou | Nagyváltósúly | erőnyerő                    | Mohamed Majeri (TUN) · 0-5  | kiesett                               | kiesett                      | kiesett                   | kiesett           | 17.      |